# Ahfir
Ahfir (arabisch أحفير, DMG Aḥfīr; ⴰⵃⴼⵉⵔ Afir) ist eine Stadt (commune urbaine) mit etwa 20.000 Einwohnern in der Provinz Berkane in der Region Oriental im Nordosten Marokkos.
Ahfir bedeutet auf Berber „Loch“. Dieser Name bezieht sich auf den Steinbruch, der in diesem Dorf zur Zeit des französischen Protektorats (1912–1956) ausgebeutet wurde.
Die Stadt ist Teil des Territoriums des Stammes der Beni-Snassen.

## Lage und Klima
Ahfir liegt unmittelbar an der Grenze zu Algerien in einer Höhe von ca. 270 m. Die Provinzhauptstadt Berkane befindet sich ca. 22 km (Fahrtstrecke) westlich. Bis nach Oujda sind es gut 38 km in südöstlicher Richtung; die Küstenstadt Saidia liegt ca. 27 km nordwestlich am Mittelmeer. Das Klima ist trocken bis gemäßigt; Regen (ca. 345 mm/Jahr) fällt ganz überwiegend im Winterhalbjahr.

## Bevölkerung
| Jahr      | 1994   | 2004   | 2014   | 2024   |
| Einwohner | 20.508 | 19.482 | 19.630 | 16.310 |

Das Bevölkerungswachstum früherer Jahre beruht zu einem wesentlichen Teil auf der Zuwanderung von Berberfamilien aus dem Umland. Man spricht den regionalen Berberdialekt und Marokkanisches Arabisch.

## Wirtschaft
Heute ist die Stadt geprägt von Kleinhandel, Handwerk und Dienstleistungsbetrieben aller Art.

## Geschichte
Bereits um die Mitte des 19. Jahrhunderts besetzten französische Militäreinheiten vorübergehend die Gegend; erneut geschah dies in den Jahren 1907/08 unter General Hubert Lyautey, der hier einen Ort mit dem Namen Martimprey-du-Kiss gründete. Nach der Unabhängigkeit Marokkos (1956) erhielt der Ort seinen alten Namen zurück.

## Stadtbild
Das Stadtbild variiert zwischen modernen und eher einfachen Vierteln; es gibt mehrere Moscheen.